# Emergentismo
Em filosofia, emergentismo é a crença na emergência, em particular,
quando envolve a consciência e a filosofia da mente, é um contraste ao reducionismo. Uma propriedade de um sistema é dito emergente se ela é mais do que a soma das propriedades dos componentes. Já desde os primórdios da filosofia o emergentismo se tornou uma teoria popular, pois trazia a retórica de uma crença na mente em particular. 